# Orobanche clausonis subsp. hesperina
Orobanche clausonis subsp. hesperina é uma subespécie de planta com flor pertencente à família Orobanchaceae. 
A autoridade científica da subespécie é (J.A.Guim.) M.J.Y.Foley, tendo sido publicada em Anales Jard. Bot. Madrid 54(1): 324. 1996.

## Portugal
Trata-se de uma subespécie presente no território português, nomeadamente em Portugal Continental.
Em termos de naturalidade é endémica da Península Ibérica.

## Protecção
Não se encontra protegida por legislação portuguesa ou da Comunidade Europeia.